# Richard Bambach

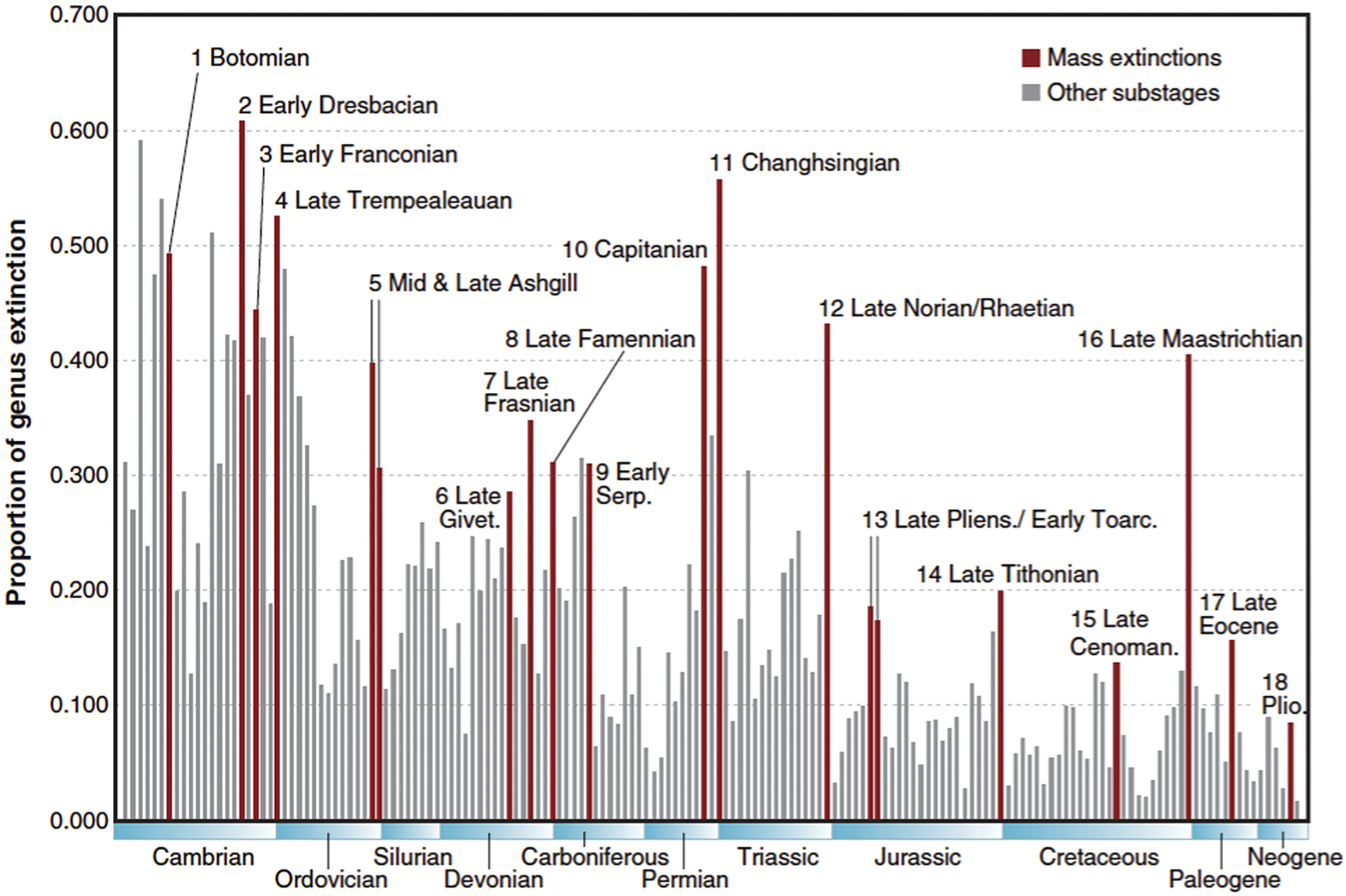
Zestawienie osiemnastu masowych wymierań w fanerozoicznej historii Ziemi według Richarda Bambacha

Richard Bambach (ur. 18 maja 1934 w Cincinnati, zm. 20 czerwca 2025) – paleontolog amerykański.
Studiował na Uniwersytecie Johnsa Hopkinsa oraz na Yale, gdzie w 1969 uzyskał doktorat. Był związany zawodowo z Instytutem Politechnicznym i Uniwersytetem Stanowym Wirginii, a ponadto ze Smithsonian Institution i Uniwersytetem Harvarda. Przedmiotem jego badań były zmiany bioróżnorodności w fanerozoiku, makroewolucja i masowe wymierania.  
Wraz z Jackiem Sepkoskim, Davidem Raupem i Jamesem Valentine'em był współautorem wpływowego artykułu, w którym pokazano, że w fanerozoiku zaszedł zasadniczy wzrost bioróżnorodności, najpierw w paleozoiku, a potem, po wymieraniu permskim, w późniejszej części mezozoiku i w kenozoiku; bioróżnorodność kenozoiczna jest największa w historii Ziemi. Artykuł ten określano później krótko jako „dokument odzwierciedlający wspólne stanowisko” (ang. consensus paper). 
Wprowadził trójwymiarowy diagram możliwych sposobów życia organizmów (ang. ecospaces), którego osiami są ruchomość, sposób odżywiania i umiejscowienie w przestrzeni (ang. tiering), co pozwoliło na zauważenie roli, którą w kształtowaniu różnorodności ekologicznej odegrała radiacja ordowicka. Diagram ten określano czasami jako „sześcian Bambacha” (ang. Bambachian cube).
W 1998 otrzymał medal im. Raymonda C. Moore'a, a w 2003 – medal Paleontological Society. Na jego cześć nazwano gatunek karbońskiego wielkoraka Cyrtoctenus bambachi Plotnick & Lamsdell, 2023.